# جون بي. موريسون
جون بي. موريسون هو سياسي كندي، ولد في 17 نوفمبر 1923، وتوفي في 2 سبتمبر 1996. حزبياً، نشط في الحزب الليبرالي الكندي. وقد انتخب عضو مجلس العموم الكندي.